# 蒂尔贡
蒂尔贡（法語：Turgon，法語發音：[tyʁɡɔ̃]）是法国夏朗德省的一个市镇，属于孔福朗区。

## 地理
蒂尔贡（45°56'59"N, 0°24'0"E）面积7.26 平方千米，位于法国新阿基坦大区夏朗德省，该省份为法国西部内陆省份，北起德塞夫勒省和维埃纳省，东临上维埃纳省，东南至多尔多涅省，南至多爾多涅省，西接滨海夏朗德省。
与蒂尔贡接壤的市镇（或旧市镇、城区）包括：索内特河畔博略、香槟穆通、沙谢克、勒格朗马迪约、帕尔扎克、勒维厄塞里耶。

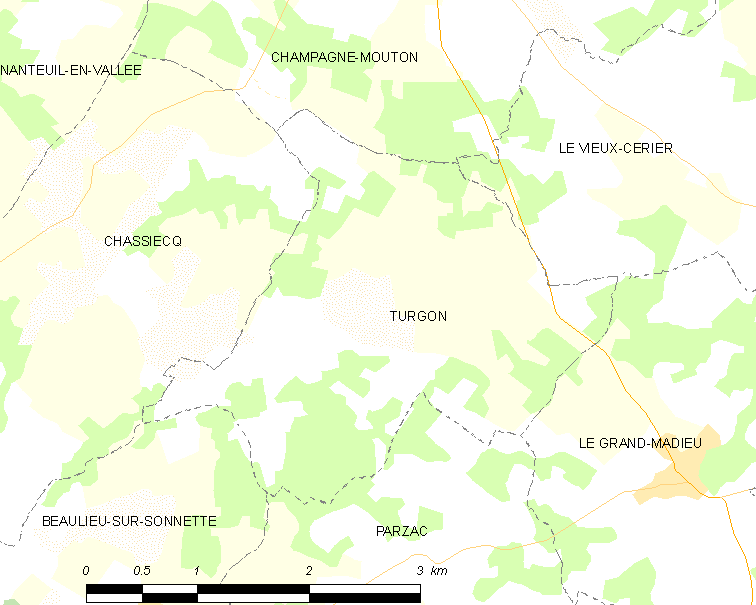
蒂尔贡的OSM定位图

蒂尔贡的时区为UTC+01:00、UTC+02:00（夏令时）。

## 行政
蒂尔贡的邮政编码为16350，INSEE市镇编码为16389。

## 政治
蒂尔贡所属的省级选区为夏朗德-博尼约尔县。

## 人口

1962-2008年间蒂尔贡人口变化图示

蒂尔贡于2022年1月1日时的人口数量为81人。